# Prionolabis rufibasis sedula
Prionolabis rufibasis là một phân loài ruồi của loài Prionolabis rufibasis trong họ Limoniidae. Chúng phân bố ở miền Tân bắc.